# كارل ريتر (دبلوماسي)
كارل ريتر (بالألمانية: Karl Ritter)‏ (و. 1883 – 1968 م) هو دبلوماسي، وقانوني، وسياسي ألماني، كان عضوًا في الحزب النازي، توفي عن عمر يناهز 85 عاماً.

## مناصب
تولى منصب سفير
.

## روابط خارجية
- كارل ريتتير على موقع مونزينجر (الألمانية)